# ジョアン・ギマランエス・ローザ
- ジョアン・ギマランエス・ローザ
- ジョアン・ギマランエス・ホーザ
- ジョアン・ギマラエンス・ホーザ
- ジョアン・ギマランイス・ホーザ

ジョアン・ギマランエス・ローザ（João Guimarães Rosa [ˈʒwɐ̃w ɡimaˈɾɐ̃js ˈʁɔzɐ], 1908年6月27日 - 1967年11月19日）は20世紀の最も重要な作家の1人と評価されるブラジルの作家、外交官。
彼の最もよく知られた作品は『大いなる奥地：小径』（Grande Sertão: Veredas 1956）であり、ブラジル人にとってはユリシーズにも比すると考える者もいる。

## 生涯
ジョアン・ギマランエス・ローザは1908年にミナスジェライス州のコルジスブルゴで、六人兄弟の最初の子供として生まれた。
彼は多くの分野を独学し、七歳になる前からフランス語を始めるなど、子供の頃からも多くの言語を勉強していた。このことは彼が後年、甥とかわした以下のインタビューからも窺える。
| 「 | 私はポルトガル語、ドイツ語、フランス語、英語、スペイン語、イタリア語、エスペラント、そして幾つかのロシア語を話し、スウェーデン語、オランダ語、ラテン語、ギリシャ語を（辞書片手にではあったが）読んだ。私はドイツ語の幾つかの方言も理解し、ハンガリー語、アラビア語、サンスクリット語、リトアニア語、ポーランド語、トゥピ語、ヘブライ語、日本語、チェコ語、フィンランド語、デンマーク語の文法を勉強していた。他の言語にもちょっと手を出していたが、全く基本的なレベルだった。また私は、他の言語の精神と構造を学ぶことは、母語（つまりブラジル語）のより一層の理解に非常に役立つと考えた。しかし結局、私は喜びや欲望、気晴らしのために学んだのだった。 | 」 |

子供の時に彼は祖父の家の有るベロオリゾンテに引っ越し、そこで小学校を卒業した。彼は中等教育をサン・ジョアン・デル・レイにあるサント・アントニオ大学で始めたが、しかし間もなくしてベロオリゾンテに戻り、そこで卒業した。1925年にわずか16歳にして、当時オウロ・プレット薬科学校であったミナス・ジェライス連邦大学に出願した。
1930年6月27日、彼は齢16歳の少女、リヒア・カブラル・ペナ(Lígia Cabral Penna)と結婚するが、すでに彼女との間にビルマ(Vilma)、アグネス(Agnes)という二人の娘をもうけていた。同年彼は卒業し、当時ミナスジェライス州のイターナ市であったイタヮラにおいて医療活動を始め、そこで約二年間暮らすことになる。この町において初めて、彼はセルタオン（sertão ブラジルの旱魃地帯）の一部に触れた。このことは、彼の作品の多くについて参考となり、それらの着想の役に立ったのかもしれない。
イタヮラに戻るとギマランエス・ローザは、1932年の護憲革命下において州公安軍 (Força Pública) でボランティアの医師として働き、ミナスジェライス州のパサ・クアトロ市にあったいわゆるTunel sectorに向かい、そこで彼は未来の大統領であるジュセリノ・クビシェッキと出会う。このとき彼は献血病院の主任であった。後に彼は試験に合格し公務員となり、1933年にはバルバセナに行き第九歩兵大隊(Oficial Médico do 9º Batalhão de Infantaria)の軍医の地位に就く。彼の人生の大半は、ヨーロッパやラテン・アメリカへのブラジル大使として費やされる。
1963年、彼は二回目の立候補において、満場一致の評決でブラジル文学アカデミー（Academia Brasileira de Letras）への入会が認められた。四年間の延期の末、彼は1967年にリオ・デ・ジャネイロで心臓発作による不可解な死を遂げるたった三日前に、自分の巡り合わせを予想していた。彼の死は、彼の傑作『大いなる奥地：小径』によって予め告げられている。作中において詩人であるリオバードはセルタオン（文学のメタファー）からヘルモゲネスを削除するためルシファーと契約を交わし、その代償は他の全てのファウスト的契約と同じく、魂である。
ギマランエス・ローザは彼の外交官として、また文学者としての経歴の絶頂期においてその生涯を終えた。わずか59歳であり、彼の死と彼の作品の謎は、決して解かれることはないであろう。

## 著作
- Caçador de camurças, Chronos Kai Anagke, O mistério de Highmore Hall e Makiné (1929)
- Magma (1936)
- Sagarana (1946)
  - 瘧
- Com o Vaqueiro Mariano ( 1947)
- Corpo de Baile (1956)
- Grande Sertão: Veredas (1956)
  - ジョアン・ギマランエス=ローザ/中川敏訳「大いなる奥地」『筑摩世界文学大系83』筑摩書房、鼓直、中川敏、内田吉彦、1973年。
- Primeiras Estórias (1962)
- Tutaméia ? Terceiras Estórias (1967)
- Em Memória de João Guimarães Rosa (1968)
- Estas Estórias e Ave, Palavra (1969/1970)
- Buriti